# Francis Lee
Francis Henry Lee (ur. 29 kwietnia 1944 w Westhoughton, zm. 2 października 2023) – angielski piłkarz i 27-krotny reprezentant Anglii. W swej karierze grał w trzech zespołach: Bolton Wanderers, Manchester City i Derby County. W sumie dwukrotnie zdobywał Mistrzostwo Anglii - z Manchesterem City i Derby. W ciągu swej kariery strzelił w lidze ponad 200 bramek.
Wiele bramek zdobył z rzutów karnych, które często również sam wywalczał. Niektórzy jednak zarzucają mu wielokrotne symulowanie faulów w polu karnym.
Po zakończeniu kariery piłkarskiej Francis Lee założył swój biznes recyklingu makulatury, dzięki któremu stał się milionerem. W roku 1994 został głównym udziałowcem i prezesem swojego byłego klubu Manchesteru City, jednak trwało to tylko 4 lata.

## Kariera

### Manchester City
Francis Lee rozpoczynał swą karierę w drużynie Boltonu Wanderers. W październiku 1967 ówczesny trener Manchesteru City Joe Mercer pozyskał go do swojego zespołu za 60 000 funtów, co było klubowym rekordem transferowym. W Manchesterze debiutował w zwycięskim meczu przy Maine Road 2:0 z zespołem Wolverhampton Wanderers. W następnym tygodniu strzelił swą pierwszą bramkę dla tej drużyny, przeciwko Fulham. W swoim pierwszym sezonie w tym klubie strzelił 16 bramek w 31 ligowych spotkaniach, Manchester City sięgnął po tytuł Mistrza Anglii, a trener Mercer określił Francisa jako „ostatni kawałek układanki”. W kolejnym sezonie jego zespół zdobył Puchar Anglii.
W sezonie 1969/1970 Lee został najlepszym strzelcem swojej drużyny, tak jak przez kolejne 4 lata. Dodatkowo Manchester City sięgnął po Puchar Zdobywców Pucharów, ogrywając w finale Górnik Zabrze.
W sezonie 1971/1972 Francis Lee ustanowił brytyjski rekord strzelonych karnych w sezonie. Spośród 35 bramek aż 15 padło z „jedenastki”. Wiele rzutów karnych wynikało z faulów na nim samym, dzięki czemu zyskał sobie przydomek od kibiców Lee One Pen (dosłownie: Karny Lee). Niektórzy dziennikarze, twierdzący iż uzyskiwał on rzuty karne dzięki symulowaniu zmienili nieco jego pseudonim na Lee Won Pen (Lee zdobywca karnych). Przypadek Francisa jest często przytaczany podczas rozważań na temat symulowania faulów w polu karnym. Jeden z bardziej szanowanych sędziów w Anglii Keith Hackett określił, iż Lee „miał reputację łatwo dającego się powalić zawodnika”. W sumie w tym sezonie Lee strzelił 33 bramki w lidze, co dało mu tytuł króla strzelców.

### Derby County
W kwietniu 1974 roku Francis Lee został zawodnikiem Derby County. Po raz drugi grał więc w klubie liczącym się w walce o mistrzostwo. I udało się, bowiem zespół Derby wywalczył mistrzostwo w sezonie 1974/1975. W sezonie tym strzelił 12 bramek, tyle samo co w swym ostatnim w karierze, a drugim w barwach Derby. Po sezonie 1975/1976 zakończył karierę piłkarską.

### Rekord w derbach Manchesteru
Francis Lee był rekordzistą pod względem bramek strzelonych w derbach Manchesteru. Ma ich na koncie 10. Rekord ten dzielił z Joe Hayesem do 22 września 2014 kiedy Wayne Rooney zdobył 11 bramkę w tej rywalizacji.

### Reprezentacja
Lee jest 27-krotnym reprezentantem Anglii. W drużynie narodowej strzelił 10 bramek. Wystąpił na mistrzostwach świata 1970 w Meksyku.

## Statystyki
| Sezon   | Klub             | Liga            | Liga | Liga | FA Cup | FA Cup | Puchar Ligi | Puchar Ligi | Europ. puch. | Europ. puch. | Łącznie | Łącznie |
| Sezon   | Klub             | Liga            | Wys  | Gole | Wys    | Gole   | Wys         | Gole        | Wys          | Gole         | Wys     | Gole    |
| ------- | ---------------- | --------------- | ---- | ---- | ------ | ------ | ----------- | ----------- | ------------ | ------------ | ------- | ------- |
| 1960/61 | Bolton Wanderers | First Division  | 6    | 2    |        |        |             |             |              |              |         |         |
| 1961/62 | Bolton Wanderers | First Division  | 5    | 0    |        |        |             |             |              |              |         |         |
| 1962/63 | Bolton Wanderers | First Division  | 23   | 12   |        |        |             |             |              |              |         |         |
| 1963/64 | Bolton Wanderers | First Division  | 34   | 12   |        |        |             |             |              |              |         |         |
| 1964/65 | Bolton Wanderers | Second Division | 38   | 23   |        |        |             |             |              |              |         |         |
| 1965/66 | Bolton Wanderers | Second Division | 34   | 12   |        |        |             |             |              |              |         |         |
| 1966/67 | Bolton Wanderers | Second Division | 40   | 22   |        |        |             |             |              |              |         |         |
| 1967/68 | Bolton Wanderers | Second Division | 9    | 8    |        |        |             |             |              |              |         |         |
| 1967/68 | Manchester City  | First Division  | 31   | 16   |        |        |             |             |              |              |         |         |
| 1968/69 | Manchester City  | First Division  | 37   | 12   |        |        |             |             |              |              |         |         |
| 1969/70 | Manchester City  | First Division  | 36   | 13   |        |        |             |             |              |              |         |         |
| 1970/71 | Manchester City  | First Division  | 38   | 14   |        |        |             |             |              |              |         |         |
| 1971/72 | Manchester City  | First Division  | 42   | 33   |        |        |             |             |              |              |         |         |
| 1972/73 | Manchester City  | First Division  | 35   | 14   |        |        |             |             |              |              |         |         |
| 1973/74 | Manchester City  | First Division  | 30   | 10   |        |        |             |             |              |              |         |         |
| 1974/75 | Derby County     | First Division  | 34   | 12   |        |        |             |             |              |              |         |         |
| 1975/76 | Derby County     | First Division  | 28   | 12   |        |        |             |             |              |              |         |         |
| Łącznie | Łącznie          | Łącznie         | 500  | 227  |        |        |             |             |              |              |         |         |